# Алертон (Илиноис)
Алертон (енгл. Allerton) град је у америчкој савезној држави Илиноис.

## Демографија
По попису из 2010. године број становника је 291, што је 2 (-0,7%) становника мање него 2000. године.
| Група             | 2000.       | 2010.       |
| Белци             | 284 (96,9%) | 283 (97,3%) |
| Афроамериканци    | 0 (0,0%)    | 3 (1,0%)    |
| Азијати           | 0 (0,0%)    | 0 (0,0%)    |
| Хиспаноамериканци | 7 (2,4%)    | 1 (0,3%)    |
| Укупно            | 293         | 291         |